# Olibrinus tomiokaensis
Olibrinus tomiokaensis is een pissebed uit de familie Olibrinidae. De wetenschappelijke naam van de soort is voor het eerst geldig gepubliceerd in 1986 door Nunomura.